# Дрим-транс
Дрим-транс (англ. dream trance), также известный как дрим-хаус (англ. dream house) или дрим-дэнс (англ. dream dance) — один из ранних поджанров транса. Жанр тесно связан с хаус музыкой, благодаря своим истокам в прогрессив-хаусе. Жанру свойственна мечтательная, таинственная, повторяющаяся партия семплов, играемая преимущественно на фортепиано, гитаре, виолончели с использованием реверберации и дилея.

## История
Жанр был наиболее популярен в период с середины 1990-х по начало 2000-х годов, хотя отголоски этого жанра до сих пор можно услышать во многих композициях.
Пионером жанра принято считать Роберта Майлза, хотя дрим-транс существовал и до его работ, но в самостоятельный жанр он выделился только после выхода дебютного альбома «Dreamland», и синглов с этого альбома: «Children», «Fable» и «One & One» в 1996 году. К пионерам жанра также причисляют DJ Dado, Gigi D'Agostino, Roland Brant, JK Lloyd.
Позднее дрим-транс эволюционировал в нескольких направлениях. Он значительно повлиял на такие поджанры современной клубной музыки как прогрессивный транс, и особенно на аплифтинг транс, который фактически является результатом эволюции и усложнения строения дрим-транса. Наработки дрим-транса в вокале также оказали определённое влияние на формирование вокального транса.

## Популярные композиции

### Children
Одной из самых известных музыкальных композиций в жанре «дрим-транс» является композиция «Children» итальянского исполнителя и диджея Роберта Майлза. Летом 1995 года в Италии всего за две недели было продано более 30 000 копий сингла «Children», а к лету 1997 года уже 5 млн копий этого сингла по всему миру. Будучи издана в Великобритании на музыкальном лейбле «Deconstrution/BMG», эта композиция поднялась на первые строки британских музыкальных чартов и продержалась там несколько недель. А когда было продано более 900 000 копий, диск получил статус платинового.
Возрождённые Дрим-Транс композиции 2020-х
Calvin Harris feat. Ellie Gouliding - Miracle (2023)
Calvin Harris feat. Sam Smith - Desire (2023)
Alok, The Chainsmokers feat. Mae Stephens - Jungle (2023)